# جيري إم. فانينج
جيري إم. فانينج (بالإنجليزية: Jerry M. Fanning)‏ هو مدرب خيول أمريكي، ولد في 23 نوفمبر 1932 في كولورادو سبرينغس في الولايات المتحدة.